# Luciana (cantante)
Luciana Caporaso (Londra, 23 giugno 1973) è una cantautrice britannica.

## Biografia
Luciana è salita alla ribalta nel 1994, quando ha piazzato i suoi primi tre singoli Get It Up for Love, If You Want e What Goes Around / One More River nella Official Singles Chart, rispettivamente alla 55ª, 47ª e 67ª posizione. I brani sono stati inclusi nel suo primo album One More River, pubblicato nello stesso anno. Negli anni 2000 ha trovato successo in collaborazione con altri artisti, accumulando altri quattro ingressi nella classifica britannica, in particolare con la hit mondiale Yeah Yeah, realizzata insieme ai Bodyrox. Nel 2011 è uscito il singolo solista I'm Still Hot, arrivato in vetta alla Hot Dance Club Play e alla numero 42 nella ARIA Singles Chart. Nella classifica dance statunitense ha accumulato sette numero uno, tra il 2010 e il 2018.

## Discografia

### Album in studio
- 1994 – One More River
- 2008 – Featuring Luciana

### Singoli

#### Come artista principale
- 1994 – Get It Up for Love
- 1994 – If You Want
- 1994 – What Goes Around
- 1994 – One More River
- 2010 – Throw the Paint (con i Bodyrox)
- 2010 – Skin I'm In (con Static Revenger)
- 2010 – I Got My Eye on You (con Nari & Milani e Cristian Marchi)
- 2011 – I'm Still Hot
- 2011 – Jump (con The Cube Guys)
- 2012 – Bow Wow Wow (con i Bodyrox feat. Chipmunk)
- 2012 – When It Feels This Good (con Richard Vission)
- 2013 – U B the Bass
- 2013 – Guess What? (con Cazwell)
- 2016 – Rebound to the Beat (con Promise Land)
- 2016 – Gorilla (con Will Sparks e Tyron Hapi)
- 2017 – X With U (con Tom Budin)
- 2018 – Flakka Flakka (con Will Sparks e Dave Audé)
- 2019 – Like Fire (con Ben Nicky e Mashd N Kutcher)

#### Come artista ospite
- 1998 – I Don't Know If I Should Call You Baby (Definitive feat. Luciana)
- 2006 – Yeah Yeah (Bodyrox feat. Luciana)
- 2007 – Bigger Than Big (Super Mal feat. Luciana)
- 2007 – I Wish U Would (Martijn ten Velden feat. Luciana)
- 2007 – Party Animal (Mark Knight feat. Luciana)
- 2008 – Come On Girl (Taio Cruz feat. Luciana)
- 2008 – What Planet You On? (Bodyrox feat. Luciana)
- 2008 – Brave New World (Bodyrox feat. Luciana)
- 2009 – I Like That (Richard Vission e Static Revenger feat. Luciana)
- 2009 – Shut Your Mouth (Bodyrox feat. Luciana)
- 2010 – Electric Dreams (Fedde Le Grand feat. Luciana)
- 2010 – Make Boys Cry (David Vendetta feat. Luciana)
- 2010 – Go Go Go! (Lethal Bizzle e Nick Bridges feat. Luciana)
- 2011 – Say I'm Gonna Be Your Boy (Criminal Vibes feat. Luciana)
- 2012 – We Own the Night (Tiësto e Wolfgang Gartner feat. Luciana)
- 2012 – Something for the Weekend (Dave Audé feat. Luciana)
- 2013 – The New Kings (Popeska feat. Luciana)
- 2013 – Electricity & Drums (Bad Boy) (Dave Audé feat. Akon e Luciana)
- 2014 – Hashtag (Dave Audé feat. Luciana)
- 2014 – We Got It All (John Dahlbäck feat. Luciana)
- 2014 – Arcadia (Hardwell e Joey Dale feat. Luciana)
- 2014 – No Heroes (Firebeatz e KSHMR feat. Luciana)
- 2014 – We Came to Bang (3LAU feat. Luciana)
- 2014 – Night Shine (Excision e The Frim feat. Luciana)
- 2014 – Feel the Release (CID feat. Luciana)
- 2015 – Sick Like That (Will Sparks feat. Luciana)
- 2015 – Everybody Stand Up (Bombs Away feat. Luciana)
- 2016 – Skin on Skin (Cedric Gervais feat. Luciana)
- 2016 – Fireflies (Bassjackers feat. Luciana)
- 2016 – Gold (Max Styler e Devault feat. Luciana)
- 2017 - On Your Side (ANGEMI e Kura feat. Luciana)
- 2019 – Lies (KSHMR e B3rror feat. Luciana)
- 2020 – 5 Minutes (Will Sparks feat. Luciana)